# Theo Verschueren

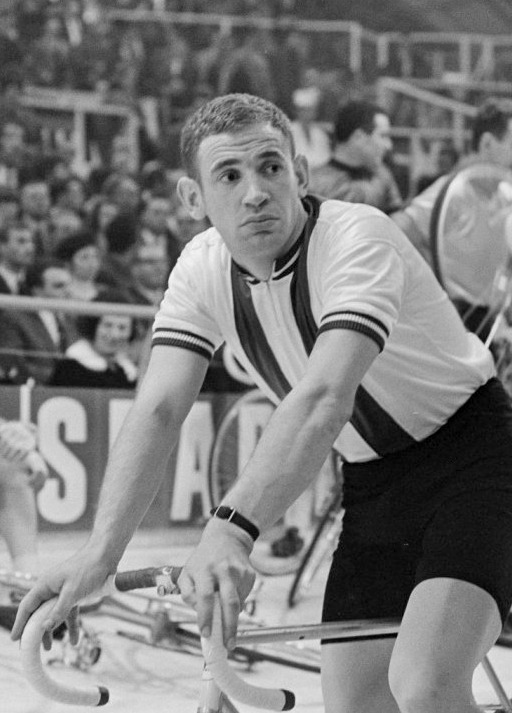
Theo Verschueren, 1966

Theo Verschueren (* 27. Januar 1943 in Sint Jansteen) ist ein ehemaliger belgischer Radrennfahrer.
1963 gewann Theo Verschueren die Belgien-Rundfahrt für Amateure. Im selben Jahr trat er zu den Profis über und war als solcher bis 1974 aktiv. In den elf Jahren seiner Profi-Karriere errang Verschueren zahlreiche Siege in verschiedenen Disziplinen auf Bahn und Straße.
Zweimal wurde Theo Verschueren Weltmeister der Steher, 1971 und 1972, nachdem er 1969 und 1970 schon Vize-Weltmeister geworden war. Fünfmal errang er den Titel des Europameisters im Dernyrennen. Elfmal wurde Verschueren Belgischer Meister in diesen beiden Disziplinen. 1970 stellte er einen Stundenweltrekord über 64,546 km hinter Derny-Führung von Norbert Koch auf seiner Heimatbahn im Sportpaleis von Antwerpen auf.
Verschueren startete auch bei insgesamt 67 Sechstagerennen, von denen er zwei in Antwerpen gewinnen konnte: 1968 mit Sigi Renz und 1972 mit René Pijnen und Leo Duyndam. 1964 gewann er den Grand Prix d’Orchies, 1967 und 1969 den Grote Prijs Stad Sint-Niklaas. 1972 siegte er in der Internationalen Kriteriumsmeisterschaft von Deutschland.
Theo Verschueren wurde in der niederländischen Provinz Zeeland geboren, ist aber Belgier. Er ist nicht verwandt mit seinem Landsmann Adolph Verschueren. Das „Verschueren Cycling + Biking Team“ veranstaltet jährlich in der Nähe von Antwerpen ein Jedermannrennen namens „Theo Verschueren Classic“ über 75 Kilometer rund um den Ort Sint-Niklaas. Das Rennen startet vor dem dortigen Fahrradgeschäft von Verschueren.